# 알렉산드르 피츠쿠노프

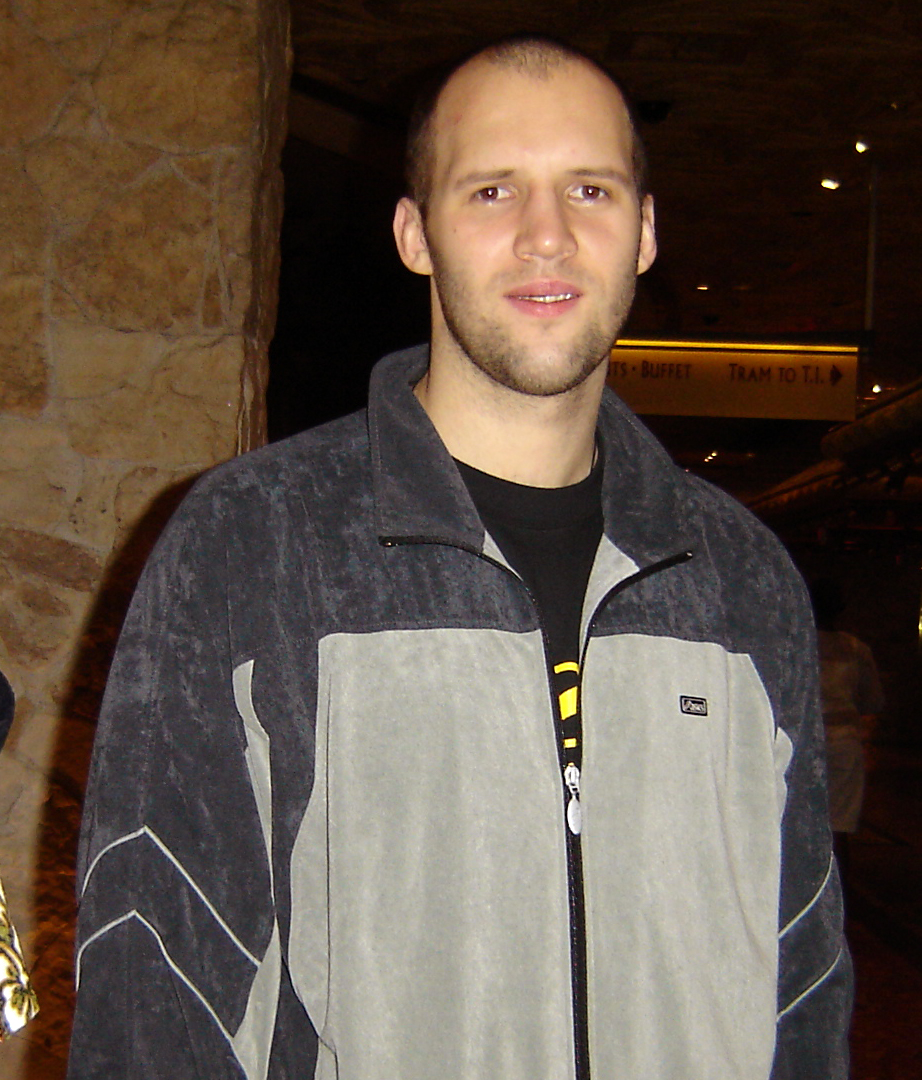

알렉산드르 피츠쿠노프는 1979년 5월 29일에 태어난 러시아의 극진 가라데 파이터이다.

## 프로필
신장 195cm 체중 94kg의 좋은 체격조건이다.

### 타이틀
· K-1 WGP 2007 in Hawaii 준우승
· K-1 WGP 2008 in Taipei 준우승

### K-1 격투 전적
- 12전 8승 3패 1무(3KO)

| 경기일자         | 상대              | 결과   | 내용           | 대회                          |
| ---------------- | ----------------- | ------ | -------------- | ----------------------------- |
| 2008년 7월 13일  | 루슬란 카라에프   | 패     | 1R 2분 3초 KO  | K-1 월드 GP 2008 in Taipei    |
| 2008년 7월 13일  | 본 앤더슨         | 승     | 1R 2분 58초 KO | K-1 월드 GP 2008 in Taipei    |
| 2008년 7월 13일  | 노부 하야시       | 승     | 4R 연장판정    | K-1 월드 GP 2008 in Taipei    |
| 2008년 4월 13일  | 할리드 아랍       | 승     | 5R 재연장판정  | K-1 월드 GP 2008 in Yokohama  |
| 2007년 8월 12일  | 더그 바이니       | 패     | 3R 판정        | K-1 월드 GP 2007 in Las Vegas |
| 2007년 8월 12일  | 나카사코 츠요시   | 승     | 3R 판정        | K-1 월드 GP 2007 in Las Vegas |
| 2007년 4월 29일  | 시알라모 실리가   | 패     | 3R 1분 KO      | K-1 월드 GP 2007 in Hawaii    |
| 2007년 4월 29일  | 패트릭 베리       | 승     | 3R 판정        | K-1 월드 GP 2007 in Hawaii    |
| 2007년 4월 29일  | 토미히라 타츠후미 | 승     | 3R 1분 KO      | K-1 월드 GP 2007 in Hawaii    |
| 2007년 3월 4일   | 호리 히라쿠       | 승     | 1R 2분 27초 KO | K-1 월드 GP 2007 in Yokohama  |
| 2006년 4월 30일  | 패트릭 베리       | 승     | 3R 판정        | K-1 월드 GP 2006 in Las Vegas |
| 2005년 11월 19일 | 패트릭 베리       | 무승부 | 3R 판정        | K-1 월드 GP 2005 final        |

## 같이 보기
- 가라테가 일람
- 남성 킥복서 일람
- K-1선수 일람